# Fernando de Meneses y Bravo de Saravia
Fernando de Meneses y Bravo de Saravia (167? - ?), fue un personaje novoextremeño nacido en Santiago de Chile y fallecido en Puebla de los Ángeles, Virreinato de Nueva España, Imperio Español. Fue gobernador de Yucatán de 1708 a 1712. Le sucedió en el cargo su hermano Alonso de Meneses y Bravo de Saravia, de 1712 a 1715, ambos bajo el reinado de Felipe V de España. Fernando y Alonso fueron hijos de Francisco de Meneses y Bravo de Saravia quien fue Presidente de la Real Audiencia de Santa Fe de Bogotá (1712-15) y de doña Isabel de Rojas-Puebla y de la Jara-Quemada.

## Datos históricos
Estudió la carrera de las leyes en la Universidad de Lima, sin haber logrado graduarse. Más tarde ingresó en las milicias, alcanzando el grado de maestre de campo. Por influencias de su padre, Francisco de Meneses y Bravo de Saravia, que había sido Presidente de la Real Audiencia de Santafé de Bogotá, y por la fortuna que poseía la familia, obtuvo el título de gobernador de Yucatán por siete años, mismo que vendió a su hermano Fernando después de haberlo ejercido cerca de cuatro años. 
Aunque su nombramiento databa de 1704, no pudo presentarse a ejercer el cargo sino a fines de 1708. Cuando llegó a la Península de Yucatán y al aproximarse al puerto de San Francisco de Campeche, fue interceptado por una flotilla de piratas encabezados por el filibustero Barbillas, quien al saber su rango y posición exigió un rescate de 14000 pesos. El propio Barbillas le acompañó a tierra, manteniendo secuestrada a la familia de Meneses, a fin de cobrar el dinero. Al desembarcar fueron directamente al  Cabildo en donde los recibieron con la sorpresa y la consternación del caso. Sin tener muchas opciones, las autoridades se dieron a la tarea de reunir la cantidad exigida por el pirata, quien al recibirla retornó a su barco y liberó al resto de sus prisioneros. Ese mismo filibustero regresaría a la península durante la gestión de Fernando de Meneses en un par de ocasiones más, para volver a pillar y asesinar gente en varios de los puertos yucatecos.
Fernando de Meneses tomó posesión en la Ciudad de Mérida el 16 de septiembre de 1708. Su gobierno se caracterizó por ser uno de los más corruptos de la época colonial en Yucatán. Subastó cuanto empleo público estuvo disponible invistiendo a los funcionarios que pagaban por el cargo de facultades despóticas que permitían el ejercicio arbitrario de la administración pública. Creó en su beneficio un monopolio de las exportaciones que además de beneficiarlo en lo personal perjudicó grandemente a la provincia porque ésta perio competitividad en su mercados, disminuyéndose la actividad comercial de Yucatán.
Una de las pocas acciones encomiables que realizó fue el envío de tropas suficientes a Campeche a fin de evitar una nueva acción de latrocinio de los piratas. 
Entró en contubernio con frailes franciscanos corruptos a fin de desafiar -cosa que logró- las órdenes del Obispo Pedro de los Reyes Ríos de la Madrid, debilitando el contrapeso político que ejercía el clero en quel entonces.
Argumentando que el clima de Yucatán afectaba su salud, consiguió en 1711 la real cédula que le permitió ceder el gobierno por el resto de su mandato a la persona que más le conviniera. Fue así como pudo maniobrar para transferirle el cargo a su hermano Alonso, mediante el pago de la suma de 71000 pesos.
Siendo más rico que cuando llegó a Yucatán, se trasladó a España en agosto de 1712 y tras pasar en Madrid una breve temporada, retornó a la Nueva España para instalarse en Puebla de los Ángeles, no sin antes haber maniobrado para que el juicio de residencia obligatorio, que se le debía seguir al dejar su cargo, fuera encargado a sus amigos, permitiéndose inclusive que contestara el proceso mediante un apoderado. Desde Puebla continuó interviniendo en las cosas de Yucatán por medio de su hermano a quien apoyó en un gobierno igualmente corrupto y despótico. Cuando su hermano concluyó su propio mandato y fue sujeto al juicio de residencia correspondiente que amenazó con responsabilizarlo a él, siguió influyendo para mantenerse impune, cosa que logró.